# Hyptidendron
Hyptidendron, biljni rod iz porodiceusnatica smješten u podtribus Hyptidinae, dio tribusa Salviae. Opisan je u Botanical Journal of the Linnean Society 98(2): 90. 1988. Sastoji se od 22 južnoameričke vrste poglavito u Brazilu.
Tipična vrsta je Hyptis membranacea Benth., sinonim za Hyptidendron asperrimum, drvo iz istočnog Brazila iz brazilskih država Bahia, Goiás, Minas Gerais. U 2000–tim godinama otkrivene su 4 nove vrste, posljednja 2023.

## Vrste
1. Hyptidendron albidum Harley & Antar; otkrivena 2017.
2. Hyptidendron amethystoides (Benth.) Harley
3. Hyptidendron arboreum (Benth.) Harley
4. Hyptidendron arbusculum (Epling) Harley
5. Hyptidendron asperrimum (Spreng.) Harley
6. Hyptidendron canum (Pohl ex Benth.) Harley
7. Hyptidendron caudatum (Epling & Játiva) Harley
8. Hyptidendron cerradoense Antar & Harley; otkrivena 2022.
9. Hyptidendron claussenii (Benth.) Harley
10. Hyptidendron conspersum (Benth.) Harley
11. Hyptidendron dictiocalyx (Benth.) Harley; otkrivena 2023.
12. Hyptidendron dorothyanum Antar & Harley
13. Hyptidendron eximium (Epling) Harley & J.F.B.Pastore
14. Hyptidendron glutinosum (Benth.) Harley
15. Hyptidendron leucophyllum (Pohl ex Benth.) Harley
16. Hyptidendron pulcherrimum Antar & Harley; otkrivena 2021.
17. Hyptidendron rhabdocalyx (Mart. ex Benth.) Harley
18. Hyptidendron rondonicum (Harley) Harley
19. Hyptidendron roseum Antar, Harley & J.F.B.Pastore
20. Hyptidendron unilaterale (Epling) Harley
21. Hyptidendron vauthieri (Briq.) Harley
22. Hyptidendron vepretorum (Mart. ex Benth.) Harley

## Sinonimi
- Siagonarrhen Mart. ex J.A.Schmidt; Fl. Bras. [Martius] 8: 146 (1858)